# Voyage (film, 2013)
Pour les articles homonymes, voir Voyage (homonymie).
Pour plus de détails, voir Fiche technique et Distribution.
Voyage (遊, Yóu) est un film hongkongais réalisé par Scud, sorti en 2013.

## Synopsis
Ryo, un jeune psychiatre, entame un voyage en bateau en Asie du Sud-Est pour surmonter les troubles émotionnels qu'il a développé au contact d'anciens clients. Pendant ce trajet, il écrit des textes. Il s'agit du fil rouge du film, qui se découpe ensuite en plusieurs segments indépendants.

## Fiche technique
- Titre : Voyage
- Titre original : 遊 (Yóu)
- Réalisation : Scud
- Scénario : Scud
- Musique : Yu Yat-yiu
- Photographie : Charlie Lam
- Montage : Andrew Chan et Matthew Hui
- Production : Leni Adams et Annie Lau
- Société de production : Artwalker
- Pays :  Hong Kong
- Genre : Drame
- Durée : 99 minutes
- Dates de sortie : 
  -  États-Unis : 20 octobre 2013 (Festival international du film de Chicago)
  -  Hong Kong : 9 novembre 2014

## Distribution
Fil rouge
- Ryo van Kooten : Ryo
- Chan Than San : le garçon des tropiques
- Leon Hill : le père de Ryo

Segment Messengers to the Heaven
- Byron Pang : Yuan
- Linda So : May
- Liu Peng-fei : Tenger

Segment Banquet
- Vins Lee : le serveur
- Tung Wai-keung : le chef

Segment The Lady Who Can Tell Everything
- Jason Poon : Jayson
- Siu Yam-yam : Lady Red, la mère de Jayson
- Jackie Chow : le chauffeur de bus

Segment Fall in Love
- Leni Adams : Leni
- Seb Castro : Sebastian
- Debra Baker : la mère de Leni

Segment Amsterdam
- Ron Heung : Adrian
- Ryo van Kooten : Ryo

Segment Mute Fate
- Haze Leung : Ming
- Wong Sau : Leela

Segment Last Words
- Fai Cheung : oncle Chan
- Zhu Yuan-bing : Ryan

## Distinctions
Le film a été présenté au Festival international du film de Chicago dans les sections World Cinema et Out-Look